# Alain Louvier
Pour les articles homonymes, voir Louvier.
Alain Louvier (né le 13 septembre 1945, Paris) est un compositeur français.

## Biographie
Alain Louvier a étudié de 1953 à 1967 au conservatoire de Boulogne-Billancourt dirigé par Marcel Landowski, puis de 1967 à 1970 au Conservatoire national supérieur de musique de Paris avec Henriette Puig-Roget, Olivier Messiaen, Tony Aubin, Robert Veyron-Lacroix, Norbert Dufourcq et Manuel Rosenthal. En 1968, il remporte le Prix de Rome. Il dirige ensuite l'École Nationale de Musique de Boulogne-Billancourt. De 1986 à 1991, il est le directeur du Conservatoire national supérieur de musique de Paris. De 1991 à 2009, il enseigne au CNSMDP l’analyse musicale, ainsi que l’orchestration au CNR de Paris. De 2009 jusqu'à 2013, il est de nouveau directeur du conservatoire de Boulogne-Billancourt.
Alain Louvier a composé des pièces pour piano, clavecin, musique de chambre et orchestre. Il est notamment connu pour son invention d'une nouvelle technique pianistique (également utilisée à l'orgue et au clavecin) centrée autour des "Agresseurs" : les 10 doigts, les 2 paumes, les 2 poings et les 2 avant-bras, traités individuellement. Il a forgé un vocabulaire gestuel précis, et une syntaxe graphique adaptée, mettant en jeu ces différents éléments.
Depuis les années 1965, Alain Louvier  a composé de nombreuses œuvres utilisant les micro-intervalles, dont Canto di Natale (1976) Le clavecin non-tempéré (1973-78) et les Anneaux de Lumière (1983), employant la théorie des modes à transposition progressive qu'il a développée dans un article publié par la revue Musurgia.

## Décorations
- Officier de l'ordre des Arts et des Lettres (1988)[2]

## Œuvres
- Études pour agresseurs I (1964) & II (1967) pour piano
- Études pour agresseurs III (1969) pour clavecin moderne[3]
- Études pour agresseurs IV (1967 - 1972) pour deux pianos
- Études pour agresseurs V (1972) pour clavecin, haut-parleur et cordes
- Quintette de cuivres
- Sonate (1966) pour deux pianos
- Quatre Préludes pour cordes 1970 pour un ou plusieurs pianos[4]
- Chant des limbes (1969) pour orchestre
- Concerto pour orchestres (1982) pour orchestre et bande de sons synthétisés par ordinateur
- Solstices, 5 pièces brèves pour voix aiguës et piano, composé en 2004 et créé le 20 mai 2008 à l'auditorium du CNR de Paris par la Maîtrise de Paris (dir. Patrick Marco)
- Envols d'écailles (1986) pour flûtes, alto et harpe
- Chimère (1973) pour harpe, créé en 1975 lors des examens de fin d'année du CNR de Boulogne[5]
- Le Clavecin Non Tempéré, Livres 1 à 8 pour deux clavecins, épinette et virginal (en alternance) (Livres 7 et 8 : création mondiale au 24e Festival Messiaen au Pays de la Meije en 2022, présentant l'intégralité du cycle)